# 王伏林
王伏林（1924年—2003年4月15日），男，山西灵石人，中华人民共和国政治人物，曾任国务院办公室副主任，国务院副秘书长、机关党组成员，中国人民对外友好协会副会长兼秘书长。